# Saint-Georges-du-Vièvre
Pour les articles homonymes, voir Saint-Georges, Saint Georges (homonymie) et Georges.
Saint-Georges-du-Vièvre est une commune française située dans le département de l'Eure, en région Normandie.

## Géographie
Saint-Georges-du-Vièvre est une commune du Nord-Ouest du département de l'Eure. Elle se situe dans la région naturelle du Lieuvin, entre Bernay et Pont-Audemer. À vol d'oiseau, le bourg est à 13,5 km au sud de Pont-Audemer, à 17 km au nord de Bernay, à 28,5 km au nord-est de Lisieux et à 48 km au nord-ouest d'Évreux.
| Saint-Étienne-l'Allier                            | Saint-Étienne-l'Allier, Saint-Pierre-des-Ifs     | Saint-Pierre-des-Ifs     |
| Saint-Étienne-l'Allier La Poterie-Mathieu Lieurey | Saint-Georges-du-Vièvre                          | Saint-Grégoire-du-Vièvre |
|                                                   | Saint-Jean-de-la-Léqueraye, Saint-Victor-d'Épine | Saint-Benoît-des-Ombres  |

### Hydrographie
La commune est située dans le bassin Seine-Normandie. Elle est drainée par le fossé 01 de la commune de Saint-Georges-du-Vievre, le fossé 02 de la commune de Saint-Georges-du-Vievre et le ruisseau de la Croix Blanche,,.

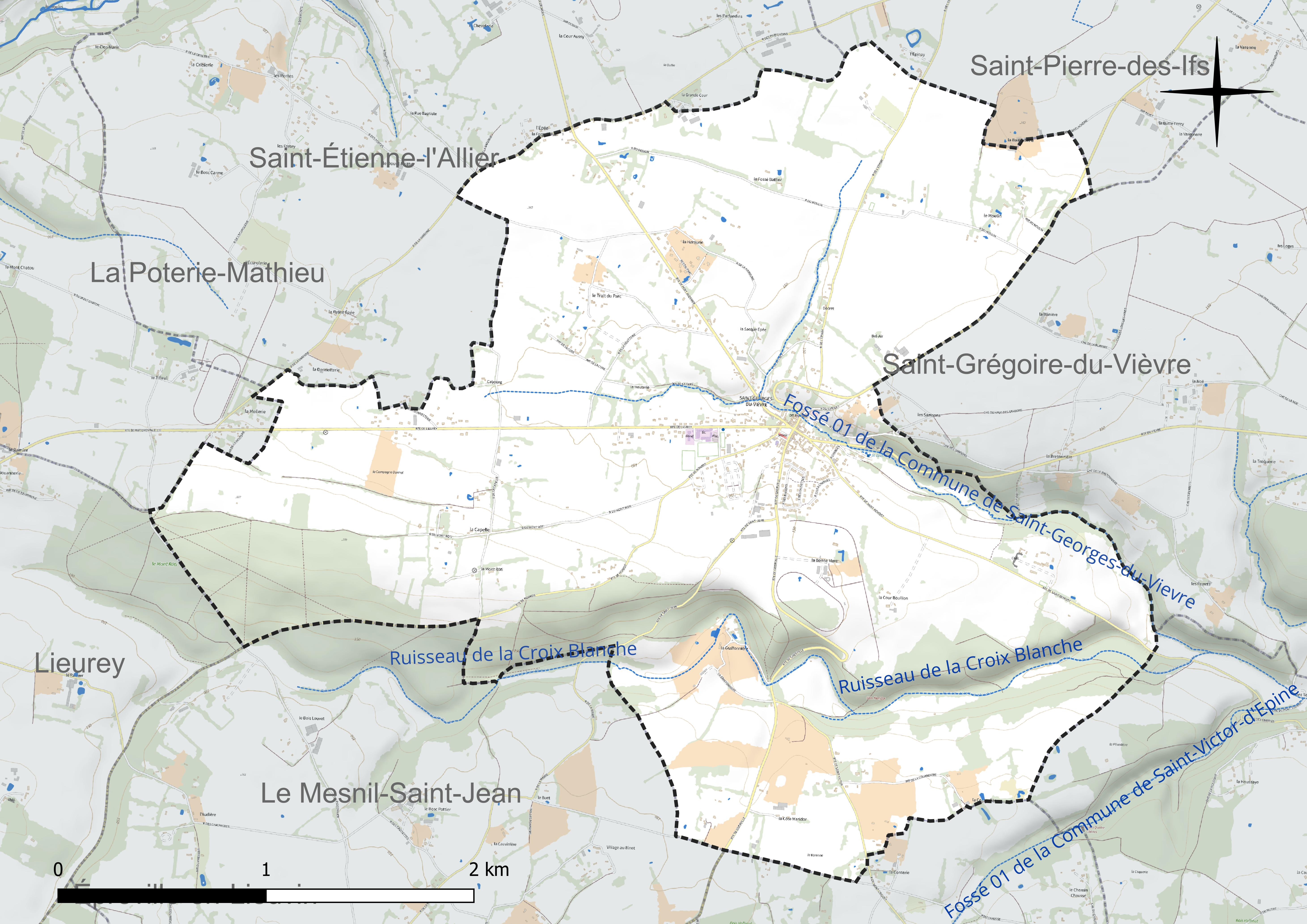
Réseau hydrographique de Saint-Georges-du-Vièvre.

### Climat
Pour des articles plus généraux, voir Climat de la Normandie et Climat de l'Eure.
En 2010, le climat de la commune est de type climat océanique dégradé des plaines du Centre et du Nord, selon une étude du CNRS s'appuyant sur une série de données couvrant la période 1971-2000. En 2020, Météo-France publie une typologie des climats de la France métropolitaine dans laquelle la commune est exposée à un climat océanique et est dans la région climatique  Côtes de la Manche orientale, caractérisée par un faible ensoleillement (1 550 h/an) ; forte humidité de l’air (plus de 20 h/jour avec humidité relative > 80 % en hiver), vents forts fréquents. Parallèlement le GIEC normand, un groupe régional d’experts sur le climat, différencie quant à lui, dans une étude de 2020, trois grands types de climats pour la région Normandie, nuancés à une échelle plus fine par les facteurs géographiques locaux. La commune est, selon ce zonage, exposée à un « climat contrasté des collines », correspondant au Pays d’Auge, Lieuvin et Roumois, moins directement soumis aux flux océaniques et connaissant toutefois des précipitations assez marquées en raison des reliefs collinaires qui favorisent leur formation.
Pour la période 1971-2000, la température annuelle moyenne est de 10,2 °C, avec  une amplitude thermique annuelle de 13,9 °C. Le cumul annuel moyen de précipitations est de 829 mm, avec 12,7 jours de précipitations en janvier et 8,4 jours en juillet. Pour la période 1991-2020, la température moyenne annuelle observée sur la station météorologique la plus proche, située sur la commune de Lieurey à 6 km à vol d'oiseau, est de 11,3 °C et le cumul annuel moyen de précipitations est de 893,1 mm,. Pour l'avenir, les paramètres climatiques de la commune estimés pour 2050 selon différents scénarios d’émission de gaz à effet de serre sont consultables sur un site dédié publié par Météo-France en novembre 2022.

## Urbanisme

### Typologie
Au 1er janvier 2024, Saint-Georges-du-Vièvre est catégorisée commune rurale à habitat dispersé, selon la nouvelle grille communale de densité à 7 niveaux définie par l'Insee en 2022.
Elle est située hors unité urbaine. Par ailleurs la commune fait partie de l'aire d'attraction de Pont-Audemer, dont elle est une commune de la couronne,. Cette aire, qui regroupe 34 communes, est catégorisée dans les aires de moins de 50 000 habitants,.

### Occupation des sols
L'occupation des sols de la commune, telle qu'elle ressort de la base de données européenne d’occupation biophysique des sols Corine Land Cover (CLC), est marquée par l'importance des territoires agricoles (77,7 % en 2018), en diminution par rapport à 1990 (81,2 %). La répartition détaillée en 2018 est la suivante : 
prairies (40,3 %), terres arables (33,8 %), forêts (15,7 %), zones urbanisées (3,8 %), zones agricoles hétérogènes (3,7 %), espaces verts artificialisés, non agricoles (2,8 %). L'évolution de l’occupation des sols de la commune et de ses infrastructures peut être observée sur les différentes représentations cartographiques du territoire : la carte de Cassini (XVIIIe siècle), la carte d'état-major (1820-1866) et les cartes ou photos aériennes de l'IGN pour la période actuelle (1950 à aujourd'hui).

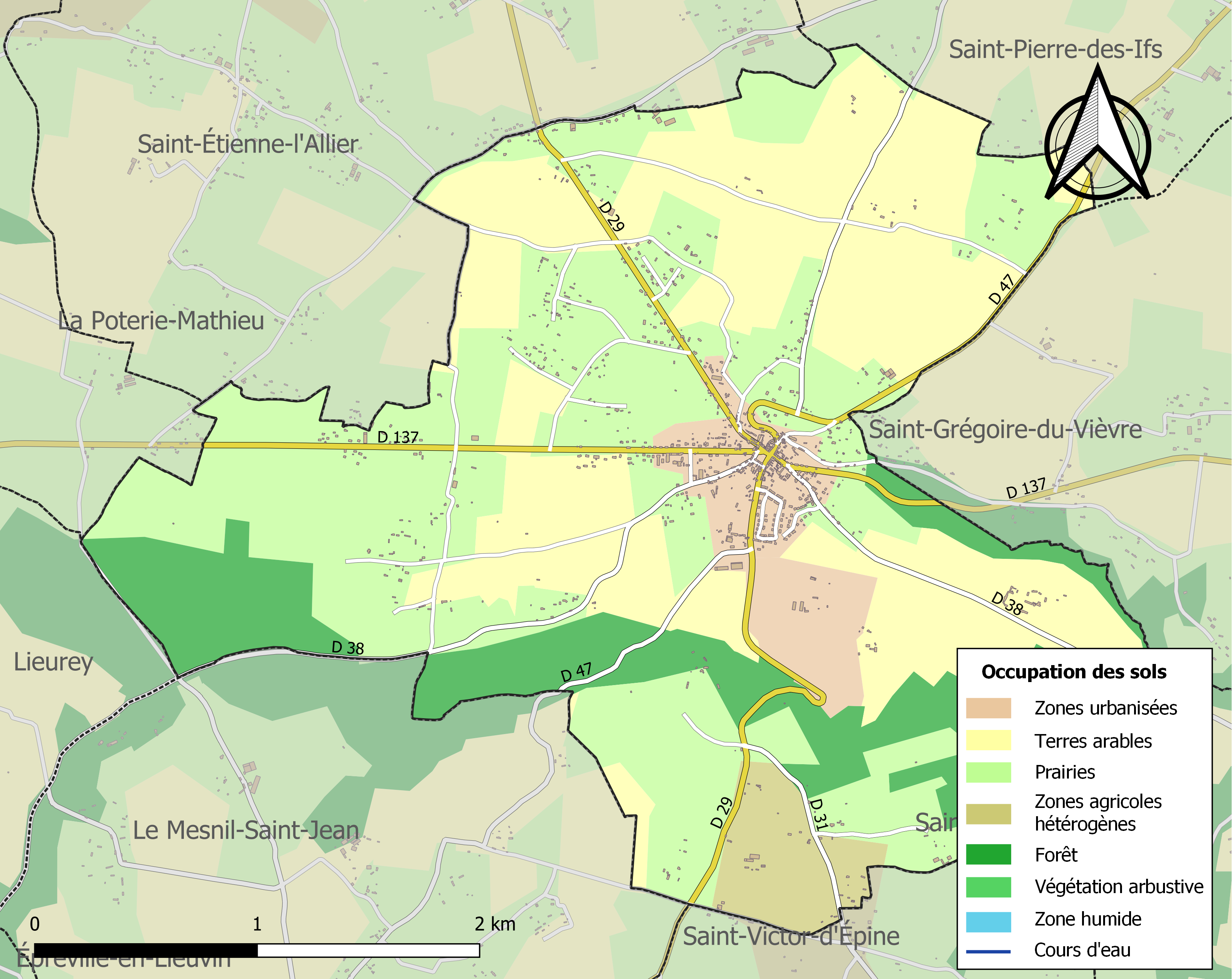
Carte des infrastructures et de l'occupation des sols de la commune en 2018 (CLC).

## Toponymie
Le nom de la localité est attesté sous les formes Sancti Georgii en 1055, Sanctus Georgius de Wevra en 1164 (cartulaire de Préaux).
L'hagiotoponyme, Saint-Georges, se rapporte à Georges de Lydda, saint légendaire qui aurait terrassé le dragon qui terrorisait une ville (Beyrouth selon la légende).
Vièvre : « Ce nom se rapporte à l'ancienne forêt du Vièvre dont le nom est évoqué par la terra Guevre citée en 1066 et par la mention foresta Guevra à la fin du XIe siècle, évoquée à propos de Saint-Benoît-des-Ombres. Ce nom du Vièvre s'apparente à celui du pays de la Woëvre dans la Meuse (in Webrense 634), l'un et l'autre contenant la racine prélatine wbr, déjà rencontrée dans Saint-Etienne-du-Vauvray. »
La forêt du Vièvre (Wewra, Wievre, au XIIe siècle) occupait la rive gauche de la Risle, entre Brionne, Lieurey et Pont-Audemer.
Saint-Georges de Vièvre est située au-dessus de l'isoglosse marquant la limite du W- initial au nord et le Gu- au sud (d'où en français). Les formes Guevra, Guevre des mentions médiévales sont francisées à l'initiale, alors que Vièvre résulte de l'évolution de Webre en normand septentrional, [w] étant passé à [v] au XIIe siècle selon René Lepelley.

## Histoire
Saint-Georges-du-Vièvre avait de grandes halles à colombages sur la place de la mairie, qui ont disparu.

## Politique et administration

### Liste des maires successifs
| Période                                  | Période  | Identité                                      | Étiquette | Qualité     |
| ---------------------------------------- | -------- | --------------------------------------------- | --------- | ----------- |
|                                          |          | Louis Raoul Naguet de Saint-Vulfran           |           |             |
| 1875                                     | 1876     | Pierre Eugène Georges Naguet de Saint-Vulfran |           |             |
| mars 2001                                | mai 2020 | Étienne Leroux                                | UDI       | Agriculteur |
| mai 2020                                 | En cours | Jean-Claude Quesnot                           | ?         | Retraité    |
| Les données manquantes sont à compléter. |          |                                               |           |             |

### Jumelage
Les quatorze communes de l’ancien canton de Saint-Georges-du-Vièvre sont jumelées avec :
- Slimbridge (Royaume-Uni)

## Démographie
L'évolution du nombre d'habitants est connue à travers les recensements de la population effectués dans la commune depuis 1793. Pour les communes de moins de 10 000 habitants, une enquête de recensement portant sur toute la population est réalisée tous les cinq ans, les populations de référence des années intermédiaires étant quant à elles estimées par interpolation ou extrapolation. Pour la commune, le premier recensement exhaustif entrant dans le cadre du nouveau dispositif a été réalisé en 2006.

En 2022, la commune comptait 894 habitants, en évolution de +1,71 % par rapport à 2016 (Eure : −0,25 %, France hors Mayotte : +2,11 %).
| 1793 | 1800 | 1806 | 1821 | 1831 | 1836 | 1841  | 1846  | 1851  |
| ---- | ---- | ---- | ---- | ---- | ---- | ----- | ----- | ----- |
| 739  | 731  | 768  | 815  | 820  | 826  | 1 125 | 1 009 | 1 112 |

| 1856  | 1861  | 1866  | 1872 | 1876 | 1881 | 1886 | 1891 | 1896 |
| ----- | ----- | ----- | ---- | ---- | ---- | ---- | ---- | ---- |
| 1 107 | 1 162 | 1 088 | 960  | 928  | 868  | 832  | 796  | 749  |

| 1901 | 1906 | 1911 | 1921 | 1926 | 1931 | 1936 | 1946 | 1954 |
| ---- | ---- | ---- | ---- | ---- | ---- | ---- | ---- | ---- |
| 764  | 755  | 760  | 675  | 624  | 616  | 593  | 671  | 648  |

| 1962 | 1968 | 1975 | 1982 | 1990 | 1999 | 2006 | 2011 | 2016 |
| ---- | ---- | ---- | ---- | ---- | ---- | ---- | ---- | ---- |
| 693  | 706  | 658  | 556  | 573  | 640  | 674  | 754  | 879  |

| 2021 | 2022 | - | - | - | - | - | - | - |
| ---- | ---- | - | - | - | - | - | - | - |
| 892  | 894  | - | - | - | - | - | - | - |

## Culture locale et patrimoine

### Lieux et monuments
Saint-Georges-du-Vièvre compte un édifice inscrit et classé au titre des monuments historiques :
- le domaine de Launay (XVIe, XVIIe et XVIIIe siècles),  Classé MH (1964)  Inscrit MH (1991)[32]. Ce domaine comprend le château de Launay, édifié au XVIe siècle, puis reconstruit en 1720, pour la famille Le Sens de Folleville, ses dépendances et son parc.

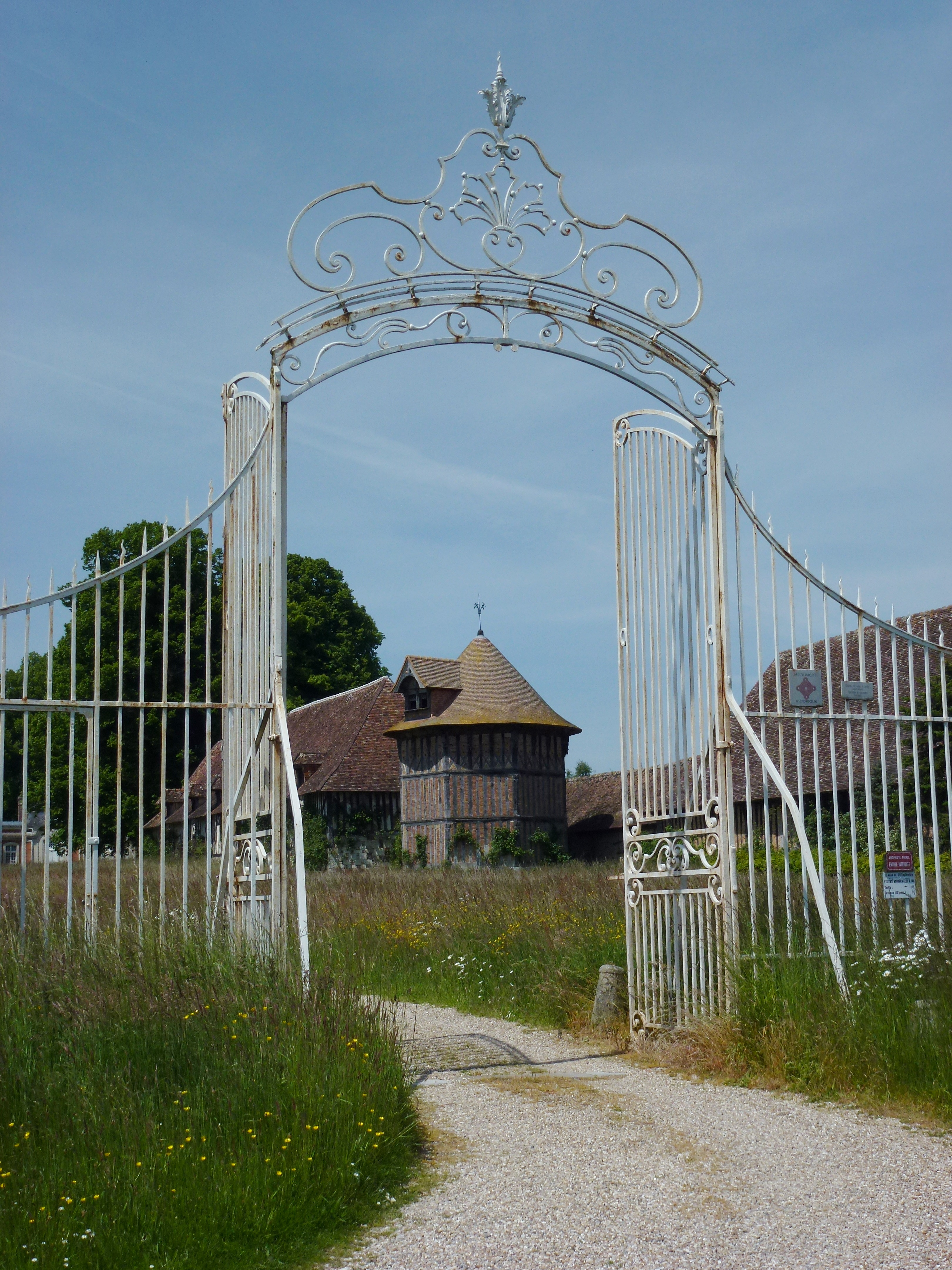
Entrée et colombier.
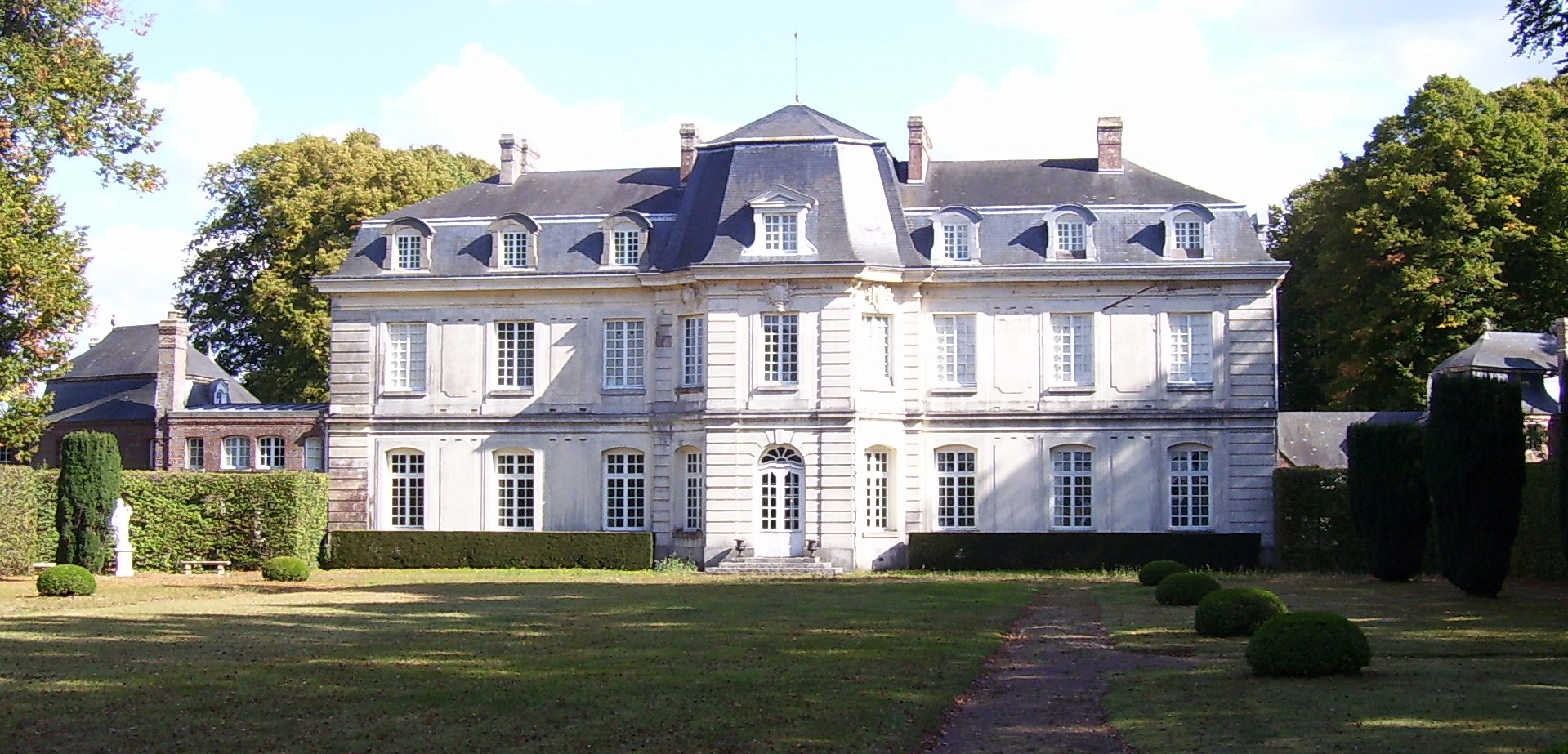
Le château de Launay.
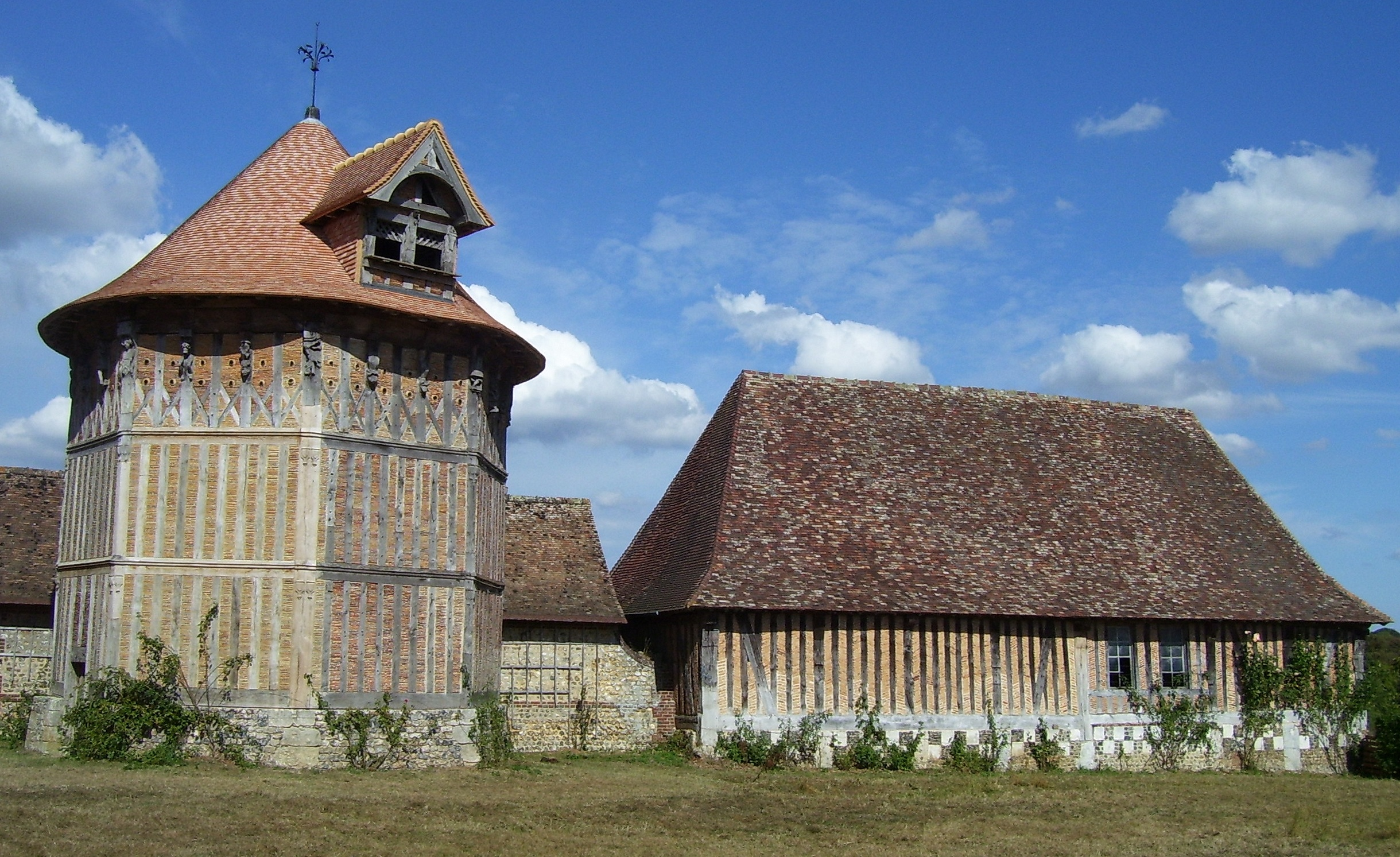
Colombier du château de Launay.
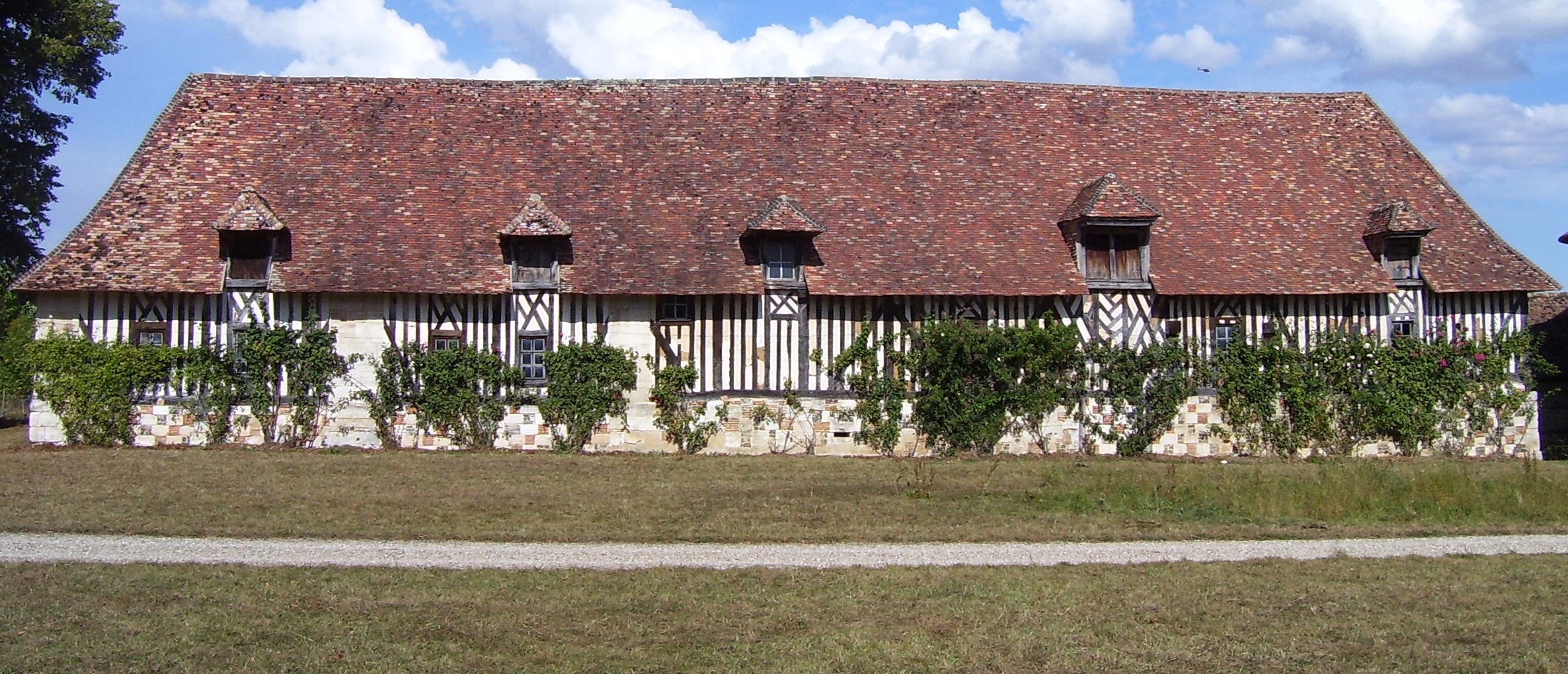
Annexe du château.
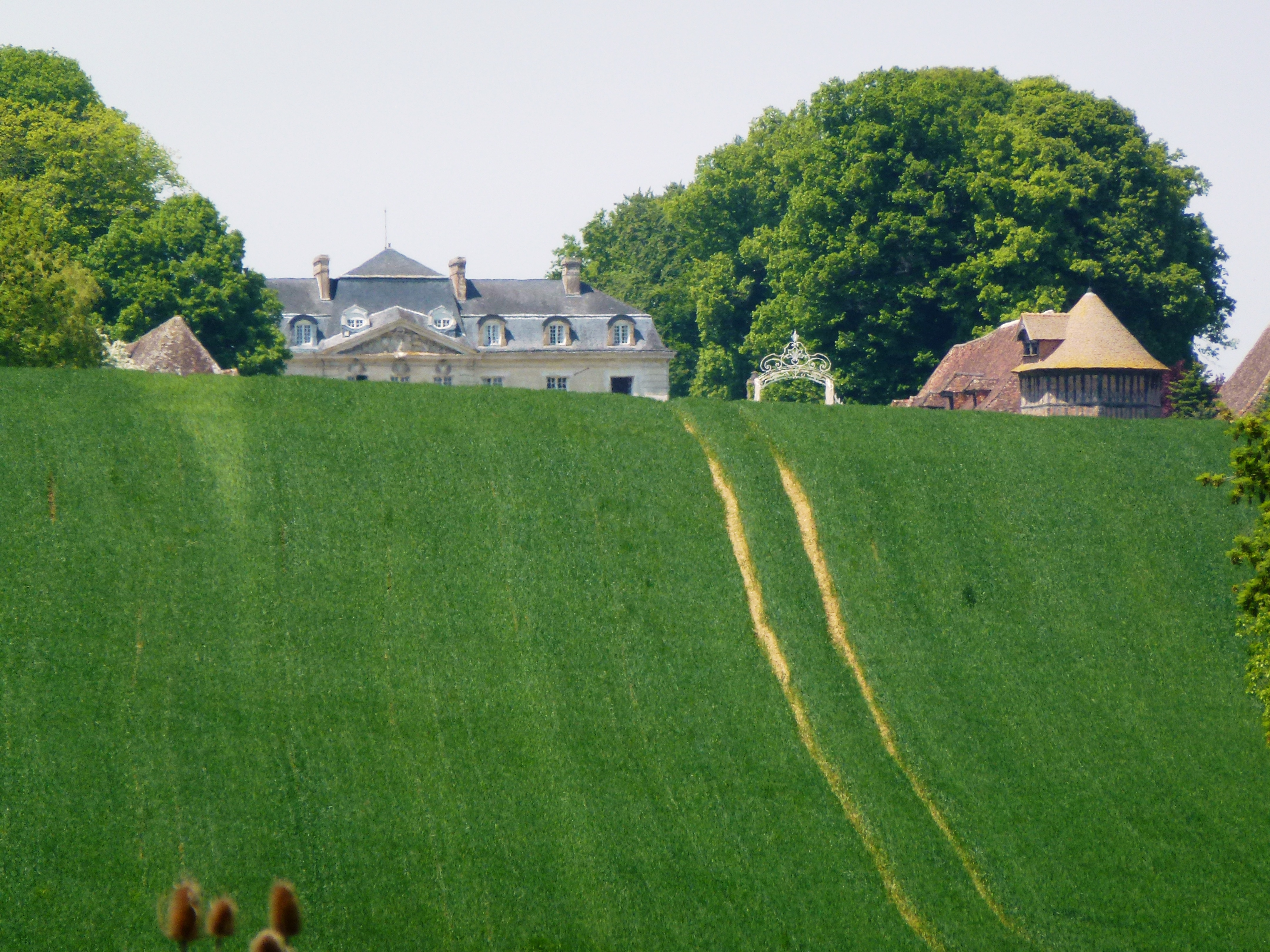
Le château vu de loin.
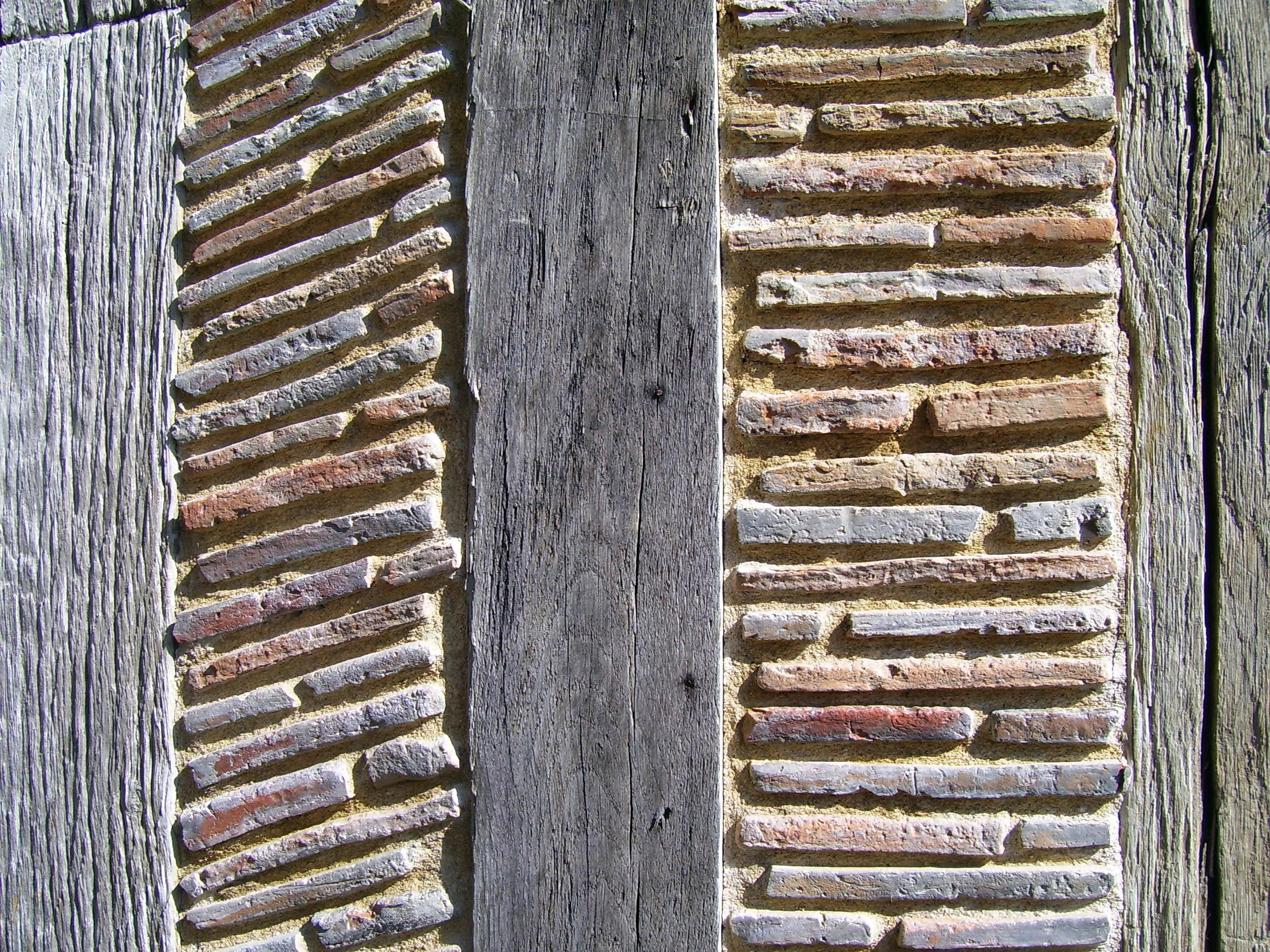
Détail du colombier.

Par ailleurs, de nombreux autres édifices sont inscrits à l'inventaire général du patrimoine culturel :
- l'église Saint-Georges (XIIe, XIIIe, XVIe, XVIIIe et XIXe siècles)[33] ; Le diocèse catholique d'Évreux en est l'affectataire par l'intermédiaire de la paroisse « Montgeoly » qui dessert cette église.
- une croix de cimetière des XVIe et XIXe siècles[34] ;
- la mairie (1857)[35] ;
- une ferme du XVIIIe siècle au lieu-dit la Harourie[36] ;
- un manoir des XVIe et XVIIe siècles au lieu-dit la Graffonnière[37] ;
- plusieurs maisons traditionnelles et typiques normandes (à pans de bois, en briques, à façades essentées) du XVIIIe et XIXe siècles[38],[39],[40],[41],[42].

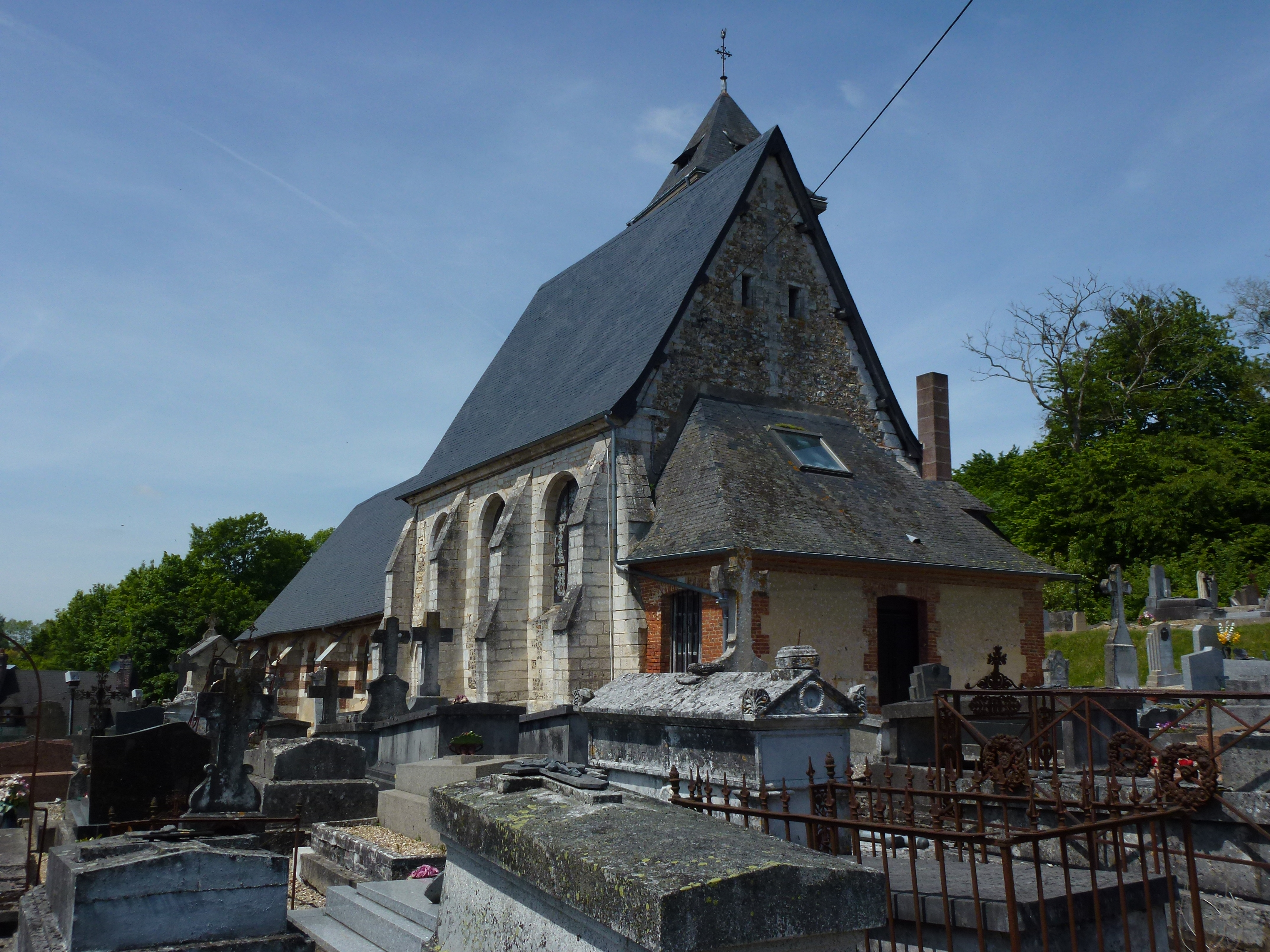
L'église Saint-Georges.
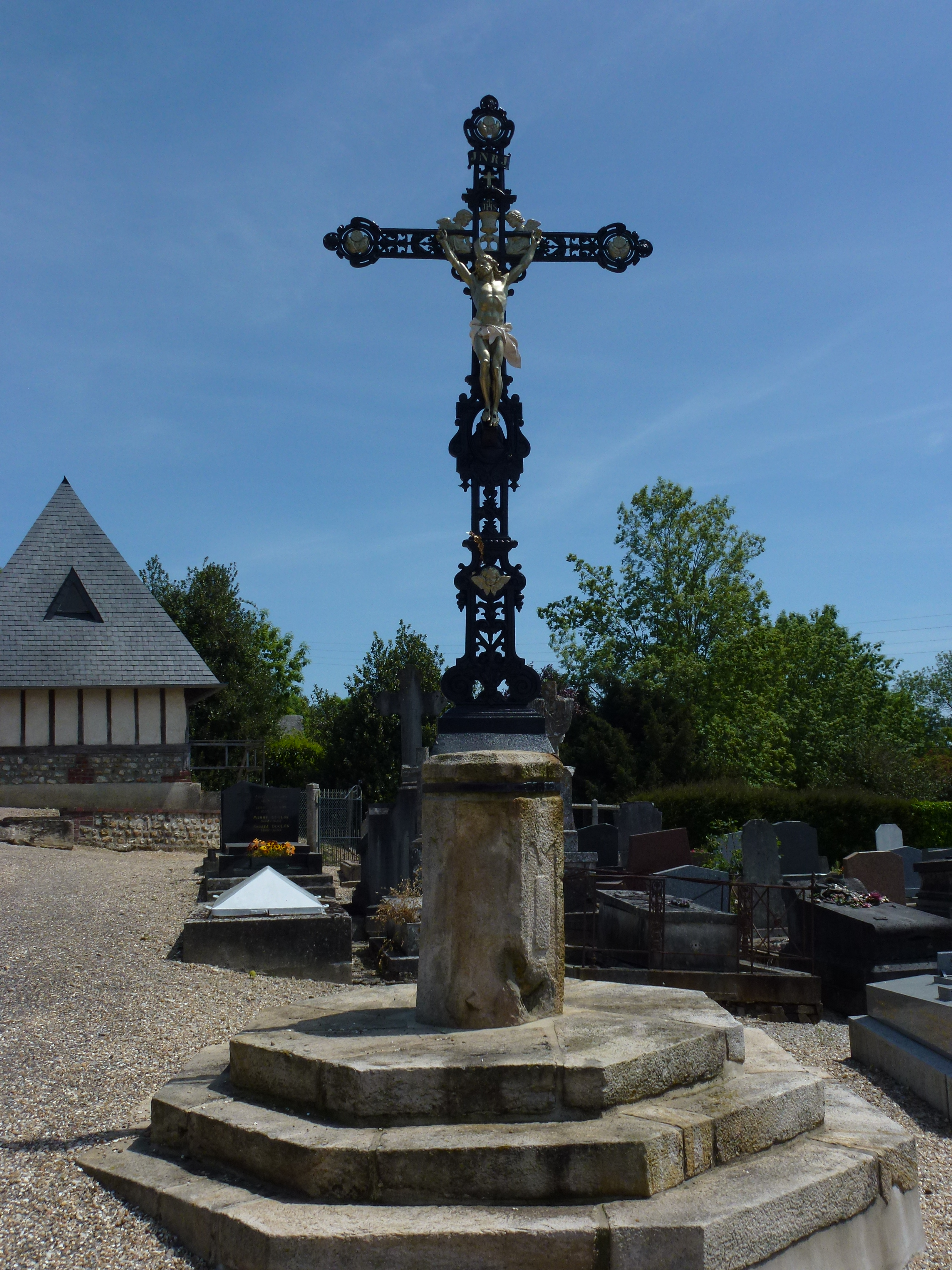
La croix de cimetière.
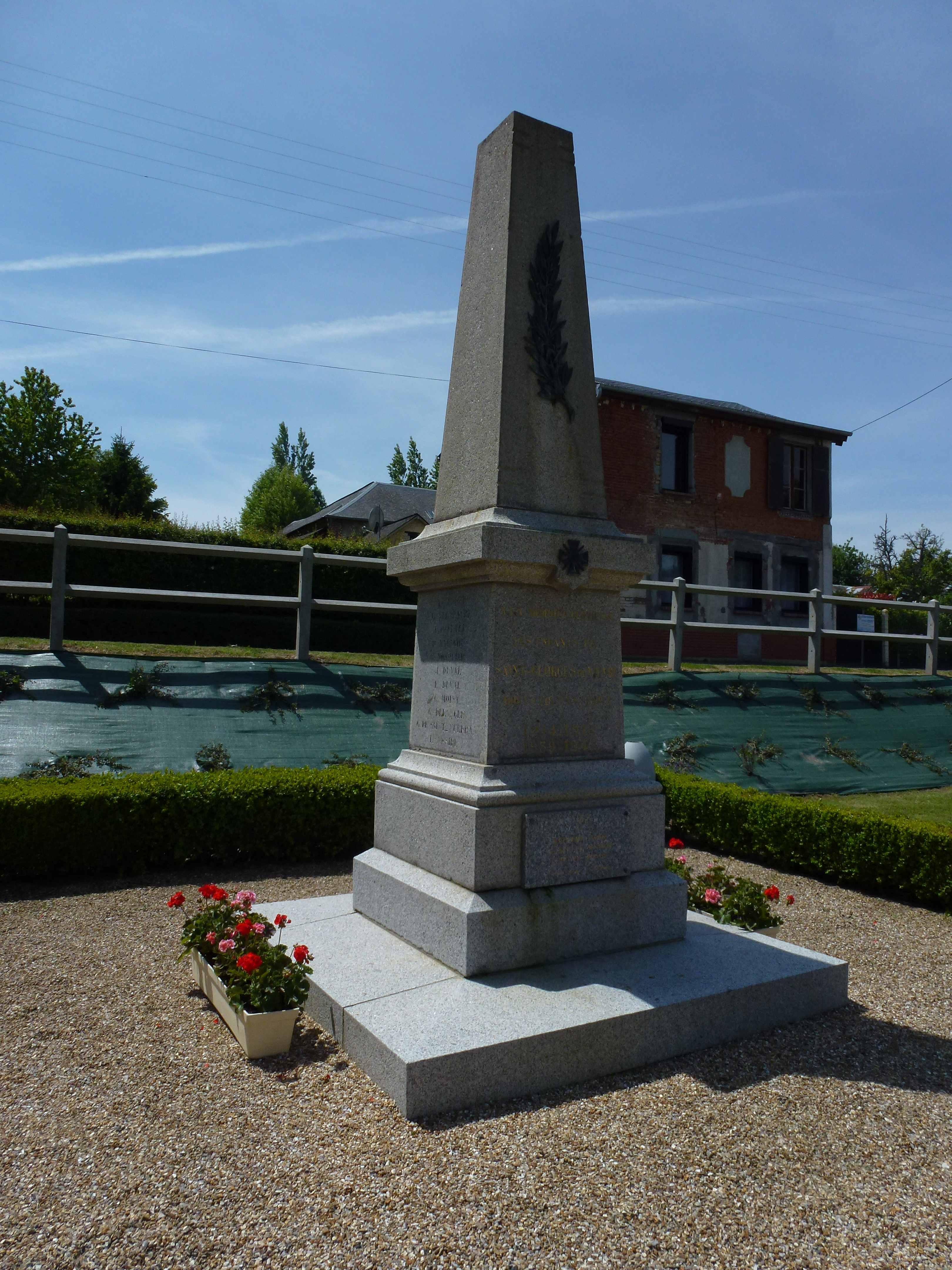
Le monument aux morts.
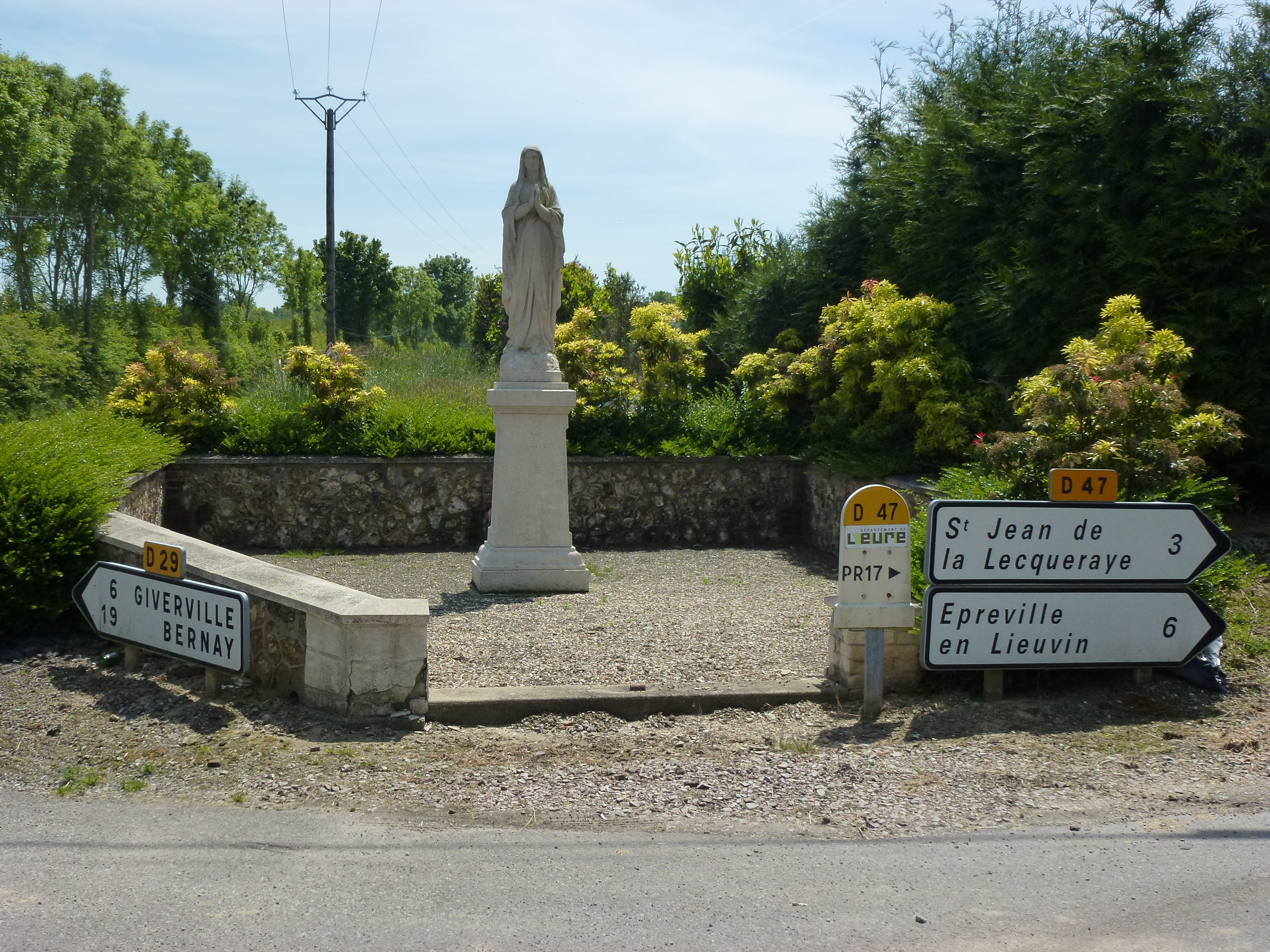
Le calvaire de la Vierge.

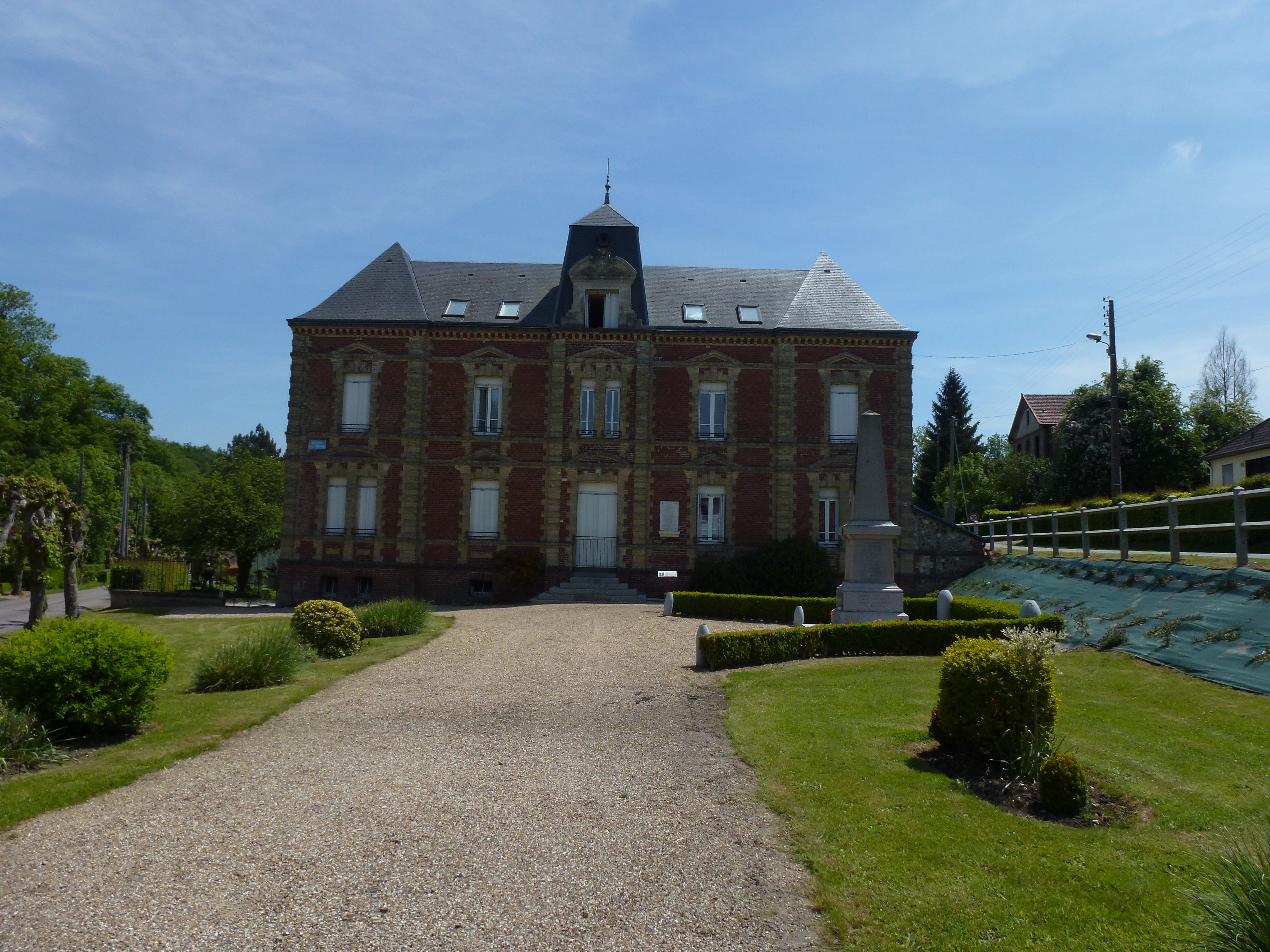
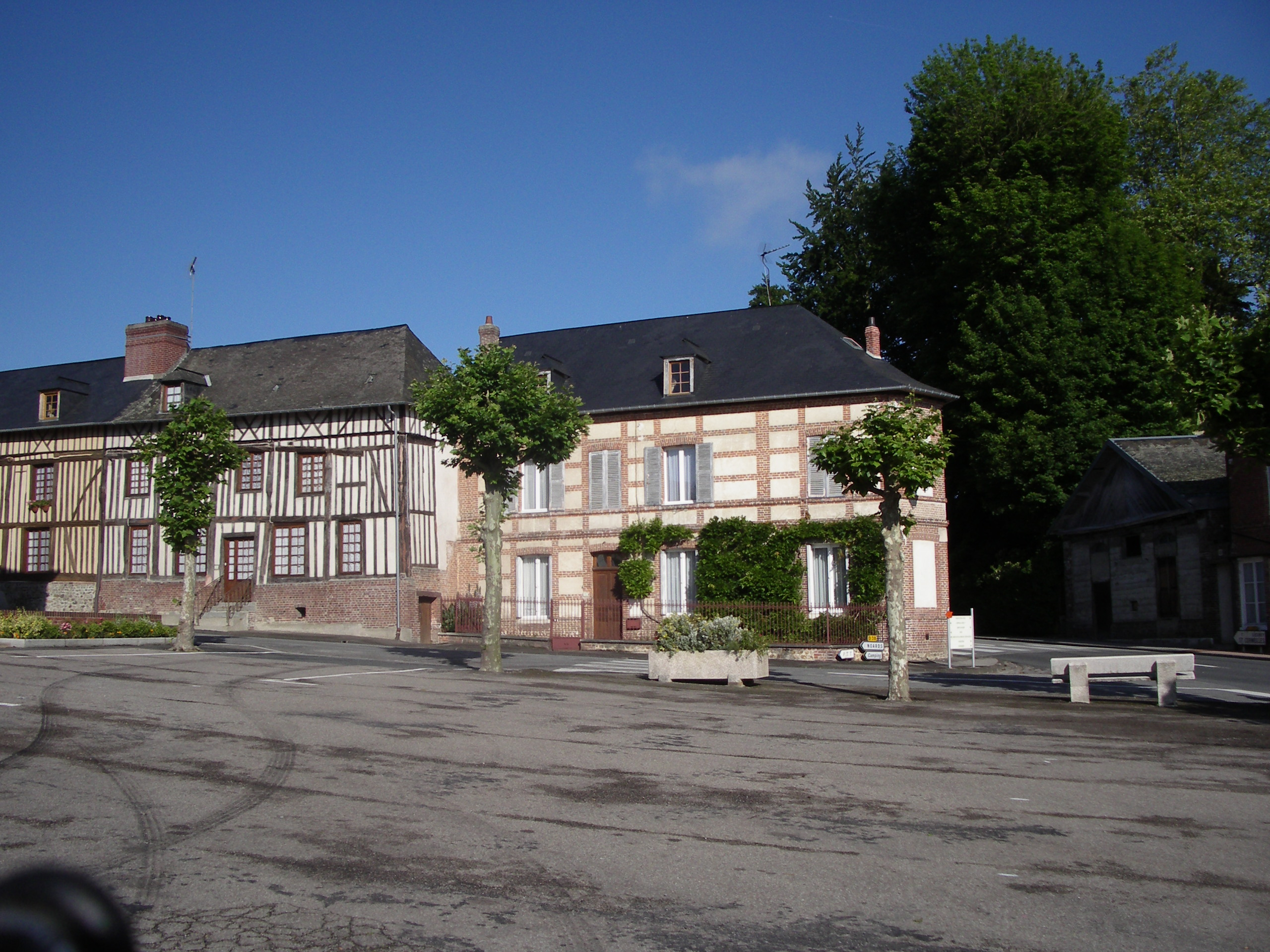
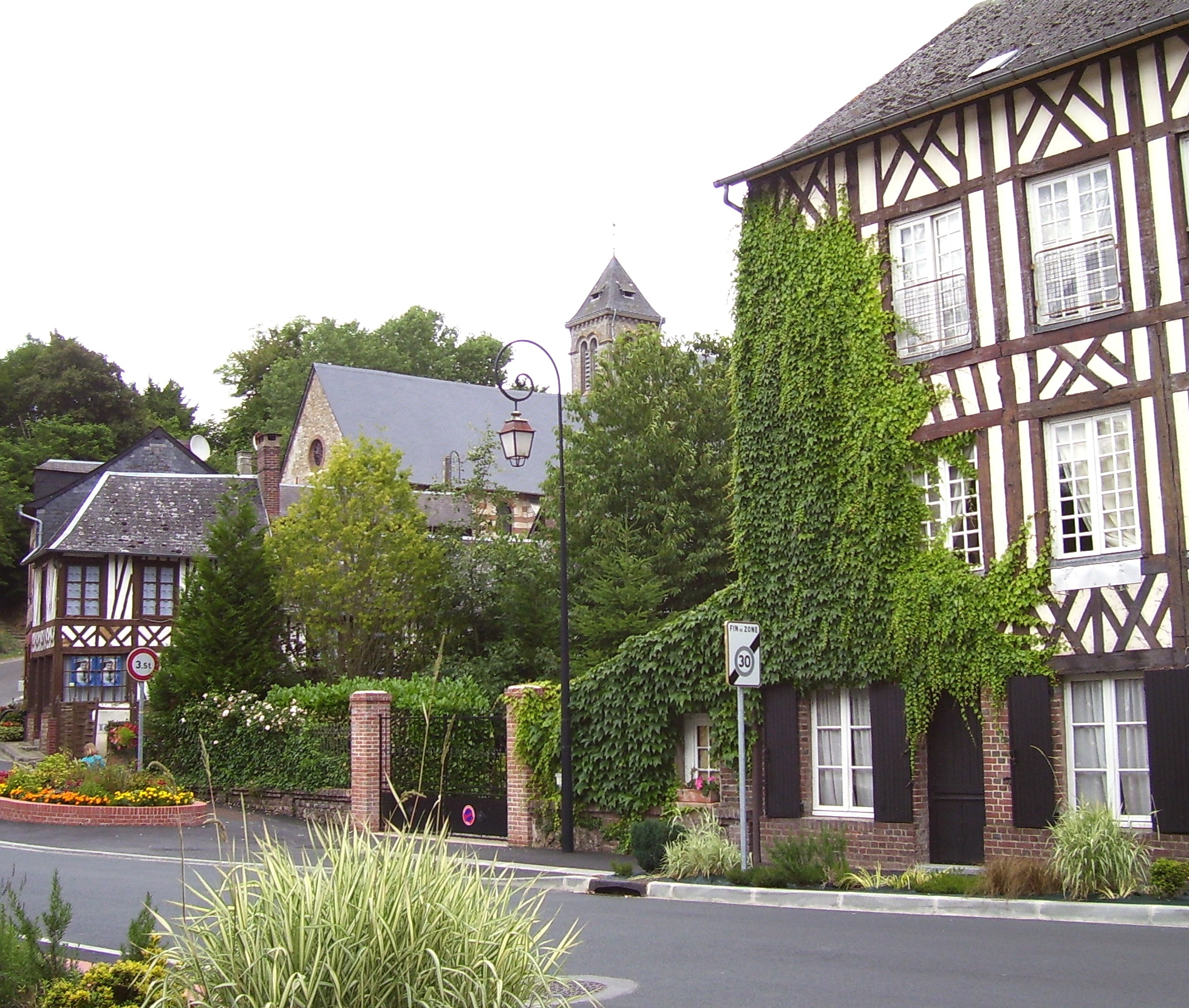

### Patrimoine naturel

#### ZNIEFF de type 2
- La vallée de la Risle de Brionne à Pont-Audemer, la forêt de Montfort[43].

#### Sites classés
- Les jardins et le parc du château de Launay[44],  Site classé (1964).

#### Site inscrit
- Le château de Launay[45],  Site inscrit (1993).

### Personnalités liées à la commune
- Famille Le Sens

### Héraldique
| Blason de Saint-Georges-du-Vièvre | Blason  | D'azur à saint Georges de carnation en cotte de fer, surcot et cape de gueules, chevauchant un destrier cabré d'argent et terrassant d'une croix latine à longue hampe ferrée de sable une vive du même dressée, le tout contourné, posé sur une motte d'or mouvant de la pointe et brochant à la fois sur le champ et un marécage de sinople. |
| Blason de Saint-Georges-du-Vièvre | Détails | Création M. Rabillon. Adopté le 3 décembre 1993. |